# Iryna Wereschtschuk

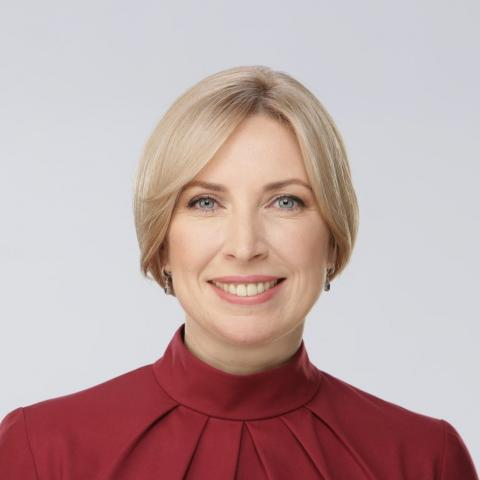
Iryna Wereschtschuk (2021)

Iryna Andrijiwna Wereschtschuk (ukrainisch Ірина Андріївна Верещук; * 30. November 1979 in Rawa-Ruska, Ukrainische SSR) ist eine ukrainische Politikerin. Seit November 2021 ist sie im Kabinett Schmyhal stellvertretende Ministerpräsidentin der Ukraine und Ministerin für die Wiedereingliederung besetzter Gebiete.

## Leben
Iryna Wereschtschuk verbrachte ihre Kindheit und Jugend in Rawa-Ruska, einer Kleinstadt im Nordwesten der ukrainischen Oblast Lwiw nahe der polnischen Grenze.
Sie absolvierte 2002 das Militärinstitut der Nationalen Polytechnischen Universität in Lwiw mit Schwerpunkt Internationale Information sowie 2006 die juristische Fakultät der Nationalen Iwan-Franko-Universität. Nach ihrem Abschluss am Militärinstitut war sie 5 Jahre lang in Offizierspositionen bei den Streitkräften tätig. Ihr Dienstgrad war der einer Nadporutschik. Dieser entspricht einem Grad in der Kategorie von Leutnants. Sie war Spezialistin für internationale Kommunikation.
Sie ist Kandidatin der Naturwissenschaften in der öffentlichen Verwaltung, außerordentliche Professorin am Institut für Politikwissenschaft, öffentliche Verwaltung und Verwaltung der Fakultät für Politikwissenschaft und Recht der Nationalen Pädagogischen Universität M. P. Drahomanow und Professor an der Abteilung für Allgemeine und Angewandte Psychologie des Instituts für Ökologie der Wirtschaft und des Rechts.
Von 2007 an war sie Mitglied des Stadtrats von Rawa-Ruska und von Juni 2010 bis Oktober 2010 war sie stellvertretende Vorsitzende der staatlichen Regionalverwaltung für humanitäre Angelegenheiten und Außenpolitik in Schowkwa.
Zwischen dem 9. November 2010 und dem 17. Februar 2015 war sie Bürgermeisterin von Rawa-Ruska. Seit 2016 ist sie Präsidentin des Internationalen Zentrums für Ostseeforschung und Konsenspraktiken.
Am 29. August 2019 wurde sie, nachdem die Partei Sluha narodu (Diener des Volkes) sie für die Parlamentswahl 2019 als unabhängige Kandidatin auf Listenplatz 29 aufgestellt hatte, Abgeordnete der Werchowna Rada. Am 4. September 2019 wurde sie vom Ministerkabinett der Ukraine zur Vertreterin der Regierung (Kabinett Hontscharuk) in der Werchowna Rada ernannt. Seit dem 4. November 2021 ist sie stellvertretende Ministerpräsidentin und Ministerin für die Wiedereingliederung besetzter Gebiete.